# Ylä-Lyly (sjö i Pieksämäki, Södra Savolax)
Ylä-Lyly är en sjö i kommunen Pieksämäki i landskapet Södra Savolax i Finland. Arean är 43 hektar och strandlinjen är 5,91 kilometer lång. Sjön  ingår i Vuoksens huvudavrinningsområde.   Den ligger omkring 79 kilometer norr om S:t Michel och omkring 280 kilometer nordöst om Helsingfors. 
I sjön finns öarna Tattarisaari, Lammassaari och Jänissaaret. 